# Cutey Honey
Cutie Honey (キューティーハニー, Kyūtī Hanī) —— ou Cutey Honey é um anime baseado no mangá de mesmo nome. A inspiração de Go Nagai para essa história foram dois clássicos tokusatsus de Yasunori Kawauchi, 7-Color Mask (1959) e Rainbowman (1972).Cute Honey possui quatro animes, respectivamente, Cutey Honey de 1973, New Cutey Honey, Cutey Honey Flash e Re:Cutie Honey. Cada animação tem um traço distinto e todas tem algum nível de ecchi.
O mangá aborda a história de uma menina androide chamada Honey Kisaragi, que se transforma na heroína peituda, ruiva ou de cabelo rosa Cutie Honey para lutar contra os vários vilões (ou vilãs) que ameaçam o mundo dela. Uma das marcas registradas do personagem é que a transformação envolve a perda temporária de todas as suas roupas no breve intervalo entre a mudança de uma forma para outra. De acordo com Nagai, ela é a primeira mulher a ser a protagonista de uma série de manga Shōnen.
Em Portugal, só chegou New Cutie Honey, legendado, pelas mãos da SIC Radical, em 2001.

## Sinopse
Honey Kisaragi era uma estudante com uma vida normal até o dia em que seu pai, o Prof. Kisaragi, é morto pela organização criminosa Panther Claw. Porém Kisaragi, antes de sua morte, lhe deixa um recado, revelando que Honey é na verdade uma andróide criada por ele. Ao dizer "Honey Flash!" ela pode se transformar em uma guerreira de cabelos vermelhos e usar diversos disfarces, graças ao Air-System — um dispositivo que materializa objetos a partir de ar.

### Panther Claw
O principal objetivo da organização é roubar o Air-System. A vida de Honey alterna entre a escola e a tentativa de vingar a morte de seu pai. Honey têm como parceiros Hayami Danbei e seus dois filhos, Seiji (um repórter) e Junpei.